# Techno Cop
Techno Cop war ein deutsches Techno-House-Projekt, bestehend aus dem Münchener Musikproduzenten Harald Reitinger und Ulrich Fischer.

## Biografie
Techno Cop veröffentlichte 1992 die Single Axel F, eine Coverversion des gleichnamigen Liedes von Harold Faltermeyer, und erreichte damit Platz 30 der deutschen Singlecharts. Produziert wurde der Act von Harald Reitinger alias Buckgrant, DJ Buck und Uli Fischer alias Subzero.

## Diskografie
Alben
- 1992: The Best and More

Singles
- 1992: Stop The Police
- 1992: Axel F
- 1994: The Vision
- 1995: The Miracle Of Life
- 1996: Drifting in Illusions (feat. Bashia)